# Колосок (мультфильм)
«Колосок» — советский кукольный мультфильм. Снят в 1982 году на студии «Киевнаучфильм» по мотивам украинской народной сказки (имеет аналог в русском и белорусском фольклоре).

## Сюжет
Для малышей. О том, как повели себя два мышонка Круть и Верть, живущих в соседстве с трудолюбивым Петушком. Одним ранним утром, когда начало рассветать, прокукарекавший Петушок дал знать всем жителям украинской деревни, что пора вставать и заниматься делами. Петушок был трудолюбив и уже с раннего утра он занимался хозяйством, в отличие от двух ленивых маленьких мышат, которые хотели только веселиться и чтобы за них всегда делали всю работу. Петушок рассказал обоим мышатам, что нашёл спелый колосок и попросил от них помощи в готовке. Мышата хотели только играться и отказались помогать, а когда учуяли вкусный запах пирожков, тут же примчались к нему. Но как оказалось, они их не заслужили. 

## Создатели
| автор сценария               | Н. Лень                                                                              |
| режиссёр                     | Леонид Зарубин                                                                       |
| художник-постановщик         | Николай Сапожников                                                                   |
| кукловоды                    | Элеонора Лисицкая, Жан Таран, А. Трифонов                                            |
| куклы и декорации изготовили | Анатолий Радченко, Вадим Гахун, В. Яковенко, Я. Горбаченко, В. Юрченко, Н. Вакуленко |
| оператор                     | А. Меньшиков                                                                         |
| композитор                   | Александр Осадчий                                                                    |
| звукооператор                | Игорь Погон                                                                          |
| редактор                     | Л. Пригода                                                                           |
| директор                     | Н. Литвиненко                                                                        |

## Видеоиздания
- Мультфильм выпускался на DVD в сборнике мультфильмов «Вася и динозавр»[3].